# Astrogorgia bayeri
Astrogorgia bayeri is een zachte koraalsoort uit de familie Plexauridae. De koraalsoort komt uit het geslacht Astrogorgia. Astrogorgia bayeri werd in 2001 voor het eerst wetenschappelijk beschreven door van Ofwegen & Hoeksema. 